# Radon (Orne)
Radon település Franciaországban, Orne megyében. Lakosainak száma 1037 fő (2018. január 1.). Radon Le Bouillon, Valframbert és L'Orée-d'Écouves községekkel határos.

## Népesség
A település népességének változása:
| Lakosok száma | 440  | 436  | 560  | 880  | 992  | 1030 | 1079 | 1752 | 1042 | 1037 |
|               | 1962 | 1968 | 1975 | 1990 | 1999 | 2008 | 2013 | 2016 | 2017 | 2018 |